# Sundacypha petiolata
Sundacypha petiolata är en trollsländeart som först beskrevs av Selys 1859.  Sundacypha petiolata ingår i släktet Sundacypha och familjen Chlorocyphidae. Inga underarter finns listade i Catalogue of Life.